# Castello di Brianza
Castello di Brianza est une commune italienne de la province de Lecco dans la région Lombardie en Italie.

## Administration
| Période                                  | Période         | Identité                                | Étiquette | Qualité          |
| ---------------------------------------- | --------------- | --------------------------------------- | --------- | ---------------- |
| 1995                                     | 2004, 2004-2010 | Formenti Antonello, Luigina De Capitani |           | sindaco, sindaco |
| Les données manquantes sont à compléter. |                 |                                         |           |                  |

### Communes limitrophes
Barzago, Colle Brianza, Dolzago, Rovagnate, Santa Maria Hoè, Sirtori